# Åmåls historia
Åmål var från början en marknadsplats med en hamn. För att hindra gränshandeln mot Norge, som den svenska kronan inte kunde beskatta, fick den stadsrättigheter 1643. Åmåls stad var länge en liten stad, där invånarna ofta var beroende av flera olika sysselsättningar för sin försörjning. Den kämpade mot de närliggande städerna Göteborg, Vänersborg, Karlstad och Kristinehamn om handeln men lyckades sällan hävda sig konkurrensen. Åmål förstördes och plundrades flera gånger i krigen på 1600-talet och stora delar av staden brann 1777, 1809, 1846 och 1901. Först på 1900-talet kom Åmåls industrialisering i gång på riktigt, och staden växte mer än tidigare. Den fick en sexklassig samskola 1905 och ett gymnasium 1947.

## Marknadsplatsen som blev stad
Åmål var en marknadsplats med hamn som för att stävja gränshandeln mot Norge blev Dalslands första och enda stad. Åmål omnämns för första gången vi känner till i ett brev från 1312, då som "Ömordh". Personer som skulle föra sin varor in i staden var tvungna att betala tull; eftersom området saknat stad uppfattades stadsgrundandet av omgivningen förmodligen som en fientlig handling. Sedan 1400-talet led Västeuropa av träbrist och mycket trä exporterades vidare från Norge. Man hade tidigare försökt få dalslänningarna att handla i Brätte, föregångaren till Vänersborg, men det hade misslyckats. 1640 uppmanades folk att bosätta sig i Åmål med löfte om att den skulle få stadsprivilegier snart den vuxit tillräckligt, vilket skedde 1643. Med Åmål och Bro – i dag Kristinehamn – blev Vänern omgiven av en ring städer.

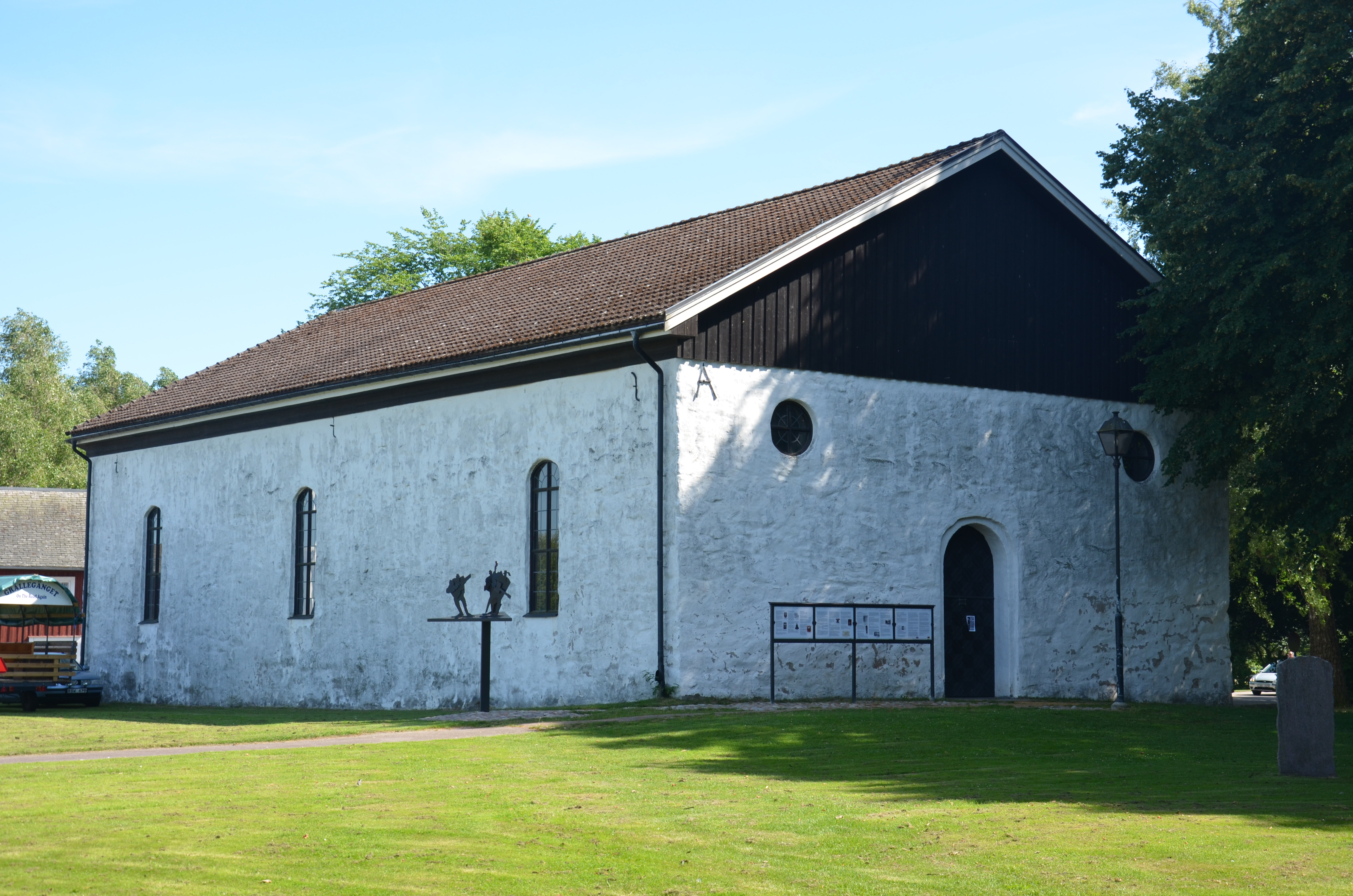
Åmåls gamla kyrka från 1669 är stadens äldsta bevarade byggnad.

Nästan alla borgare hade boskap; de första generationerna Åmålsbor var jordbrukare och fiskare i staden, men där fanns också hantverkare som dock var tvungna att dessutom sysselsätta sig med jordbruk för att klara överlevnaden. Åmål skilde sig från andra byar huvudsakligen genom sina stadsprivilegier och utanför dess omedelbara närhet spelade den först mindre roll än de mer avlägsna Göteborg, Vänersborg, Karlstad och Lidköping. Åmålsborna var också angelägna att nyttja sina privilegier, och använde dem bland annat till att systematiskt konfiskera varor där andra handelsmän försökte bedriva handel inom stadens område. Den nygrundade staden intogs och plundrades under Hannibalsfejden, och delar av staden brann ned. 1655 fanns 111 mantalsskrivna personer i staden; 1675 hade det minskat till 84. Vid slutet av 1600-talet hade Åmål 111 tomter men en tredjedel saknade bebyggelse. Åmål konkurrerade med Göteborg, Vänersborg, Karlstad och Kristinehamn och förblev länge litet.
Under Gyldenløvefejden plundrade, bortförde och förstörde retirerande svenska trupper 1676 så mycket de kunde från Åmål för att se till att de norsk-danska soldaterna inte skulle kunna dra nytta av staden och 1679 brändes delar av Åmål ned av norska trupper.

## Den tidiga stadens administration

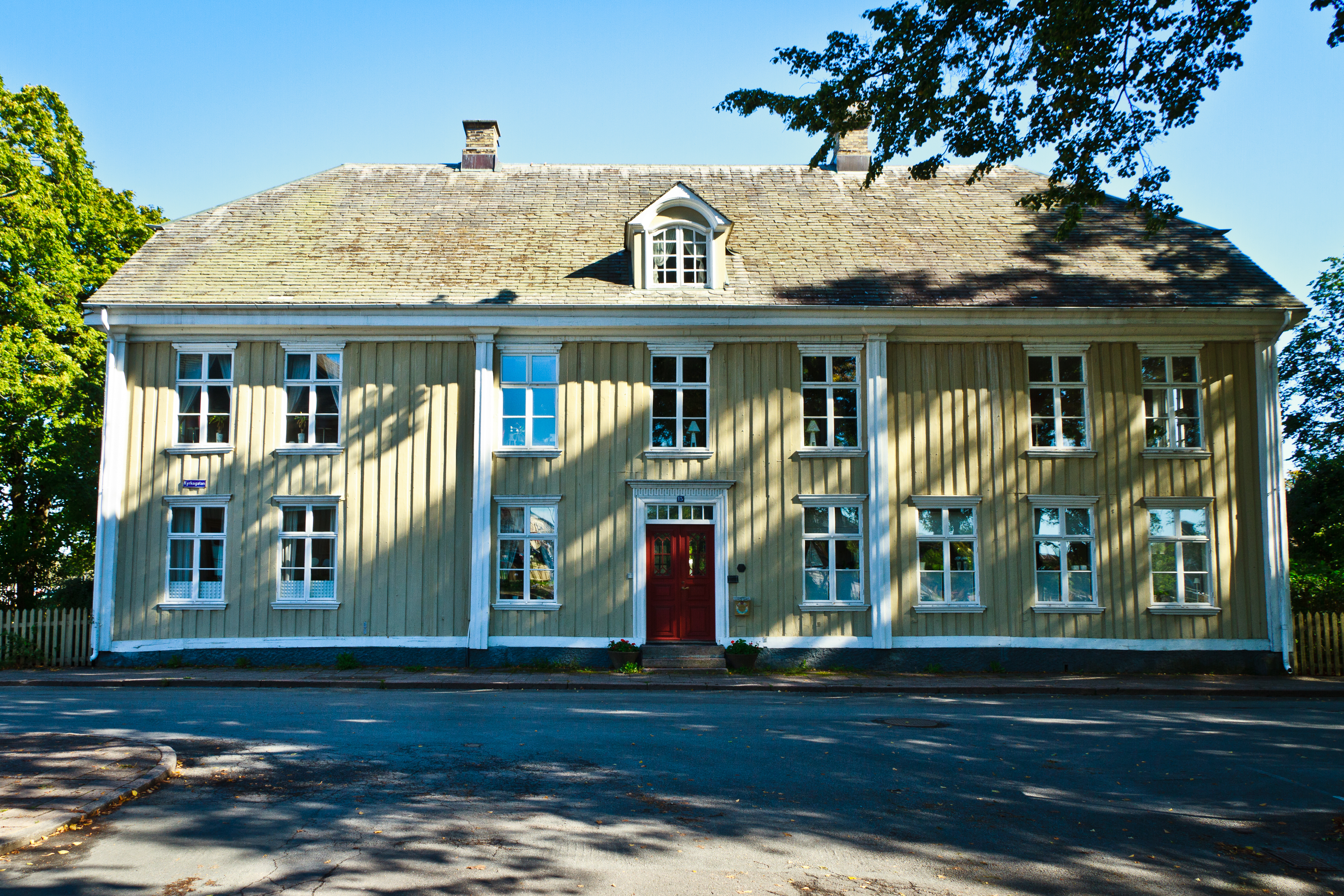
Dahlgrensgården uppfördes 1788, efter den stora stadsbranden.

Den unga staden hade en borgmästare, ibland två, som dock fick försörja sig på annat vis. Det fanns först elva, sedan tio, rådmän och ibland en stadsskrivare. Det fanns också en kämnärsrätt med en preses och två bisittare, en byfogde med två stadstjänare, i perioder en gevaldiger och en stadsutridare som kontrollerade att bönderna inte ägnade sig åt olovlig handel. På 1640-talet hörde Åmål till Edsleskogs församling; egen församling fick staden 1655. Under stadens första tid inkom klagomål framför allt från Vänersborg, vars borgare såg sin handel hotad och försökte få Åmåls stadsprivilegier tillbakadragna, men 1664 slogs det fast att Åmål skulle få behålla den.

Runt Åmål växte en bruksbygd fram på 1690-talet. Dalsland hade fått stångjärnsbruk som förädlade järn från Bergslagen tack vare den tillgång till trä som skogen innebar, och kronan tvingade många stångjärnshammare i Bergslagen att stänga. Till Åmåls nackdel var att marknaden vid Säffle var en viktig knutpunkt för järn- och träexport från området, trots att stad saknades. När Bohuslän blev svenskt 1658 hade också Uddevalla tillkommit bland de konkurrerande städerna, och kom på 1670-talet att ta över delar av trähandeln i Dalsland från Åmål.

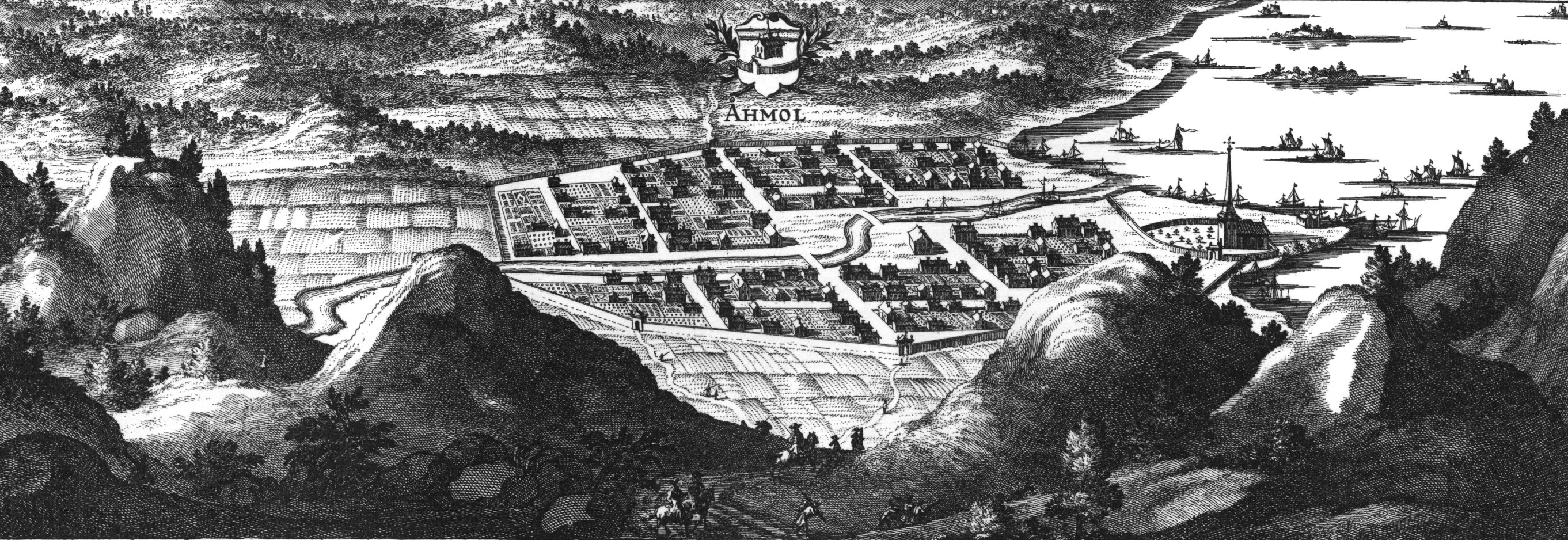
Åmål omkring år 1700. Ur Suecia antiqua et hodierna.

## Handeln och köpmannastyret
Även på 1700-talet kom handel, snarare än hantverk, att stå i centrum för ekonomin i Åmål. 1713–1737 var Anders Åberg borgmästare, och som trähandlare och redare slog han vakt om handelsprivilegier istället för att satsa på tillverkning. Han efterträddes på sin post av sonen Petter Åberg, som var borgmästare 1737–1750. Staden styrdes av ett litet förmöget köpmansskikt som var ingifta med varandra och huvudsakligen ägnade sig åt grosshandel med trävaror – familjen Åberg skulle ha omfattande inflytande i generationer, till dess att Janne Åberg sattes i konkurs 1864. På 1720-talet hade staden 188 mantalsskrivna, vilket gjorde den till en av Sveriges minsta städer. Järnbruken levde som produktions- och distributionscentraler lite av ett eget liv, vilket minskade Åmåls inflytande; den enda betydande produktionen i staden var ett litet skeppsvarv. Åmål fortsatte också konkurrera med andra städer – Åmål och Karlstad försökte båda att få kronan att slå fast det handelsområde den andra stadens borgarskap tilläts handla inom runt Byälven. Åmåls borgmästare hade tidigare försökt få staden flyttad till älvens mynning, som ansågs vara ett bättre läge. På 1730-talet fick Åmål rätt att upprätta en våg vid älvmynningen. Både Karlstad och Vänersborg fortsatte att förgäves försöka få kronan att dra in Åmåls stadsrättigheter.

## Industrierna och jordbruket
Det fanns enstaka försök att starta industrier på 1700-talet. Ett tobaksspinneri öppnade 1758, men hade inga större framgångar och försök att på 1760-talet grunda tegelbruk i Åmål misslyckades. 1788 fick bönderna rätt att själva frakta trä och förnödenheter, vilket minskade Åmåls sjöfartsnäring. Jordbruket förblev viktigt för stadsborna: myndigheterna fick lagstifta om att man inte fick ha kor på torget eller låta dem mjölkas där. På grund av gödselhögar i staden, kadaver på komposthögarna, dålig dränering och att vattnet hämtades från ån där man också kastade sitt avfall led befolkningen av dålig hälsa. Staden fortsatte ändå att utvecklas. Gatan mellan tullportarna stenlades på 1730-talet, torget på 1760-talet. Åmål fick sitt första apotek 1757 och ett nytt rådhus stod klart 1758.

## Bränder, krig och en växande stad

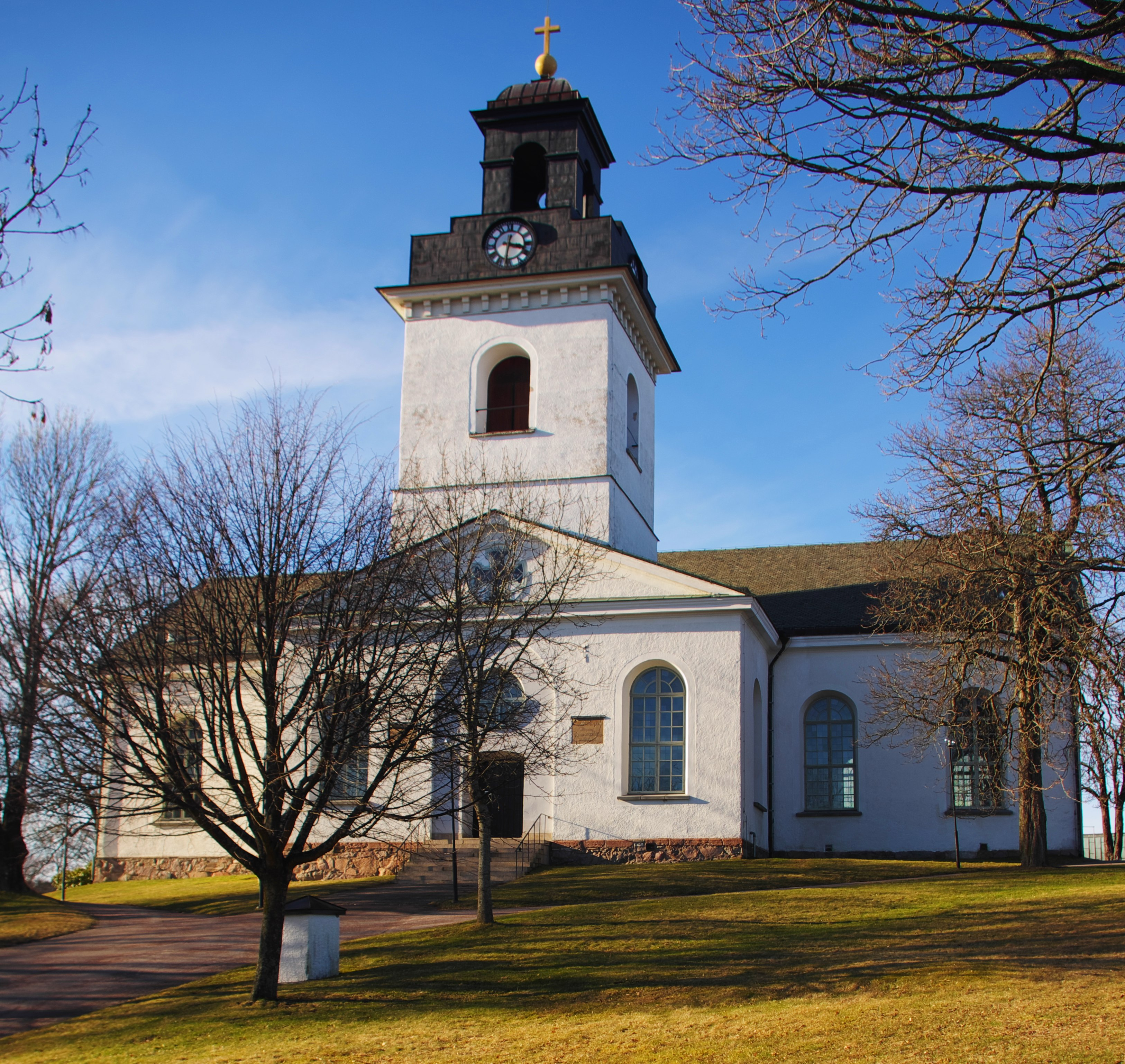
Åmåls kyrka, uppförd 1801–1806.

1777 brann en tredjedel av staden ned; en ny stadsplan ritad av Magnus Beckman samma år skulle hindra nya eldsvådor från att sprida sig, men alla idéer genomfördes inte. Under teaterkriget ockuperades Åmål 1788, men utan plundring eller eldhärjning. Napoleonkrigen hjälpte staden – gränsen mot Norge stängdes och västdalslänningar var tvungna att vända sig till Åmål för att handla. 1805 hade staden 850 invånare, 1815 hade den 1 093. Under samma period ökade antalet småhandlare från fyra till elva. Staden fick en ny kyrka och ett nytt rådhus stod klart 1812. 1815 blev det fred, och 1814 hade Norge blivit en del av en personalunion med Sverige. Trähandeln gick åter västerut. Köpmän för lokalbefolkningen i och runt staden tog över från redarna. 1832 fick staden sin första bokhandel; den första teatern byggdes 1848. Säffle kanal öppnade 1837 och de som fraktade varor från Glafsfjorden till Vänern kunde nu ignorera staden. 1849 upphävdes rätten att ta vågpengar. Invånarantalet gick ned ett tag, men vände sedan upp igen: staden hade 1 432 invånare 1838, 1 297 invånare 1849, 1 629 invånare 1860.  Näringsfrihet infördes i Sverige 1846, vilket gjorde att städernas sista privilegier försvann. Handlarna stod för de vitala delarna av stadens näringsliv medan hantverket stagnerade. På 1850-talet startades en tändsticksfabrik som blev stadens viktigaste industri, men den blev kortlivad.

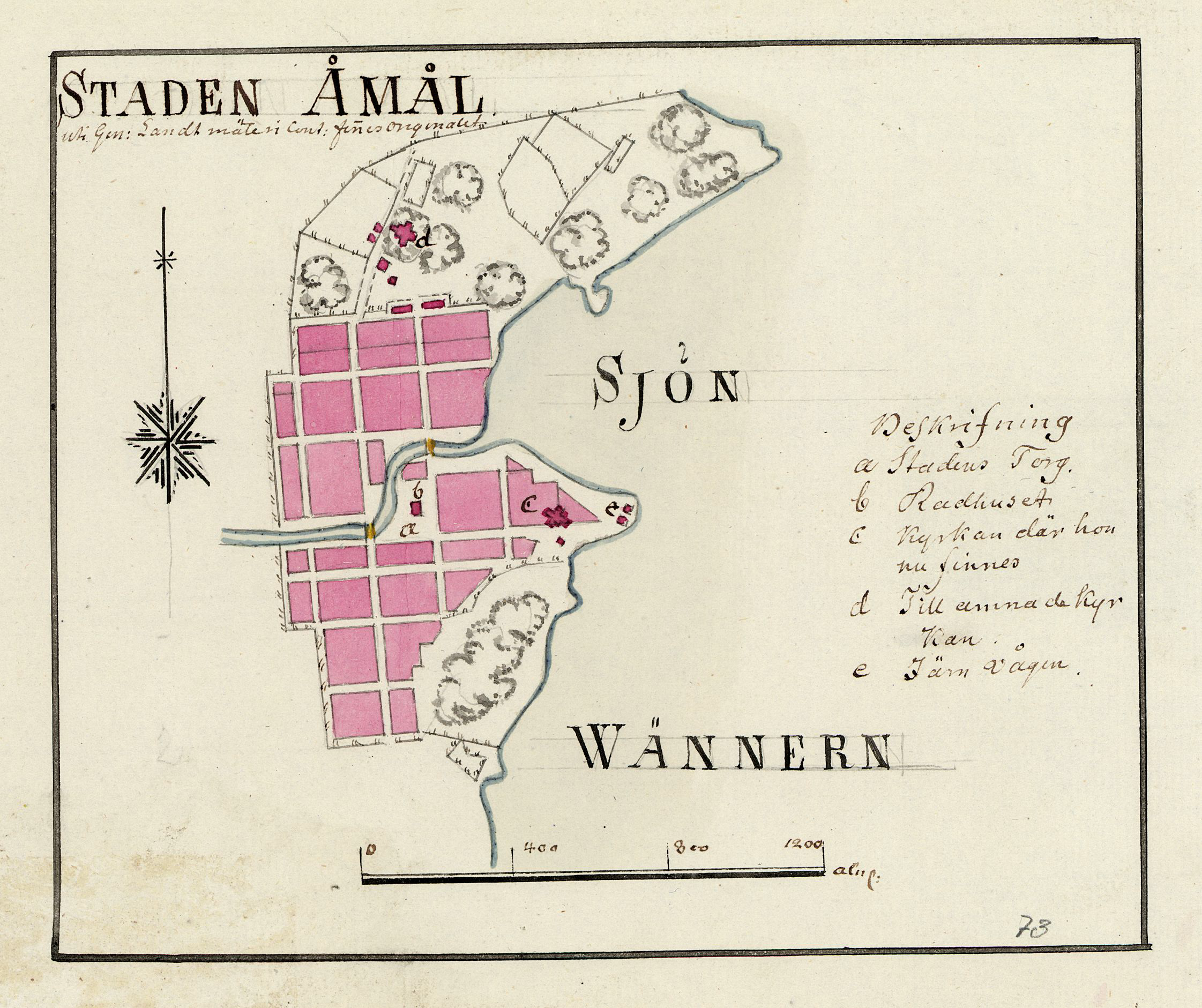
Åmål, runt 1800.

Staden brann åter 1809 och 1846. 1832 drabbades Åmål av ett kolerautbrott och fick inrätta en särskild kolerakyrkogård på en holme utanför staden. Åmål misslyckades med att kapitalisera på förbättrad infrastruktur under 1800-talet och när andra drog nytta av den istället mer än halverades stadens handelsflotta mellan 1830 och 1850. År 1870 kom järnvägen till Åmål vilket bidrog till en småskalig men mångfacetterad industrialisering, där de flesta små industrier hade en kort livslängd. De traditionella industrierna i Åmål blev sågar, snickerier och instrumentfabriker. Bergslagernas Järnvägars stora verkstad förlades också till Åmål.

## Tidningar
Stadens första tidning var Åmåls Weckoblad som drevs mellan januari 1846 och december 1847. Den följdes av Tidning för Åmåls stad och Dalsland, som lades ned 1851 och i sin tur följdes av Dalslands Nya Tidning. Tidningarna var kortlivade, och följdes av en rad andra försök som inte överlevde många år, och inte förrän 1883 fick staden sin första stabilt utgivna tidning: Åmåls-Posten, som bytte namn till Åmåls Tidning 1927 och lades ned 1958. 1911 fick den konkurrens av Provinstidningen Dalsland.

## Skolorna

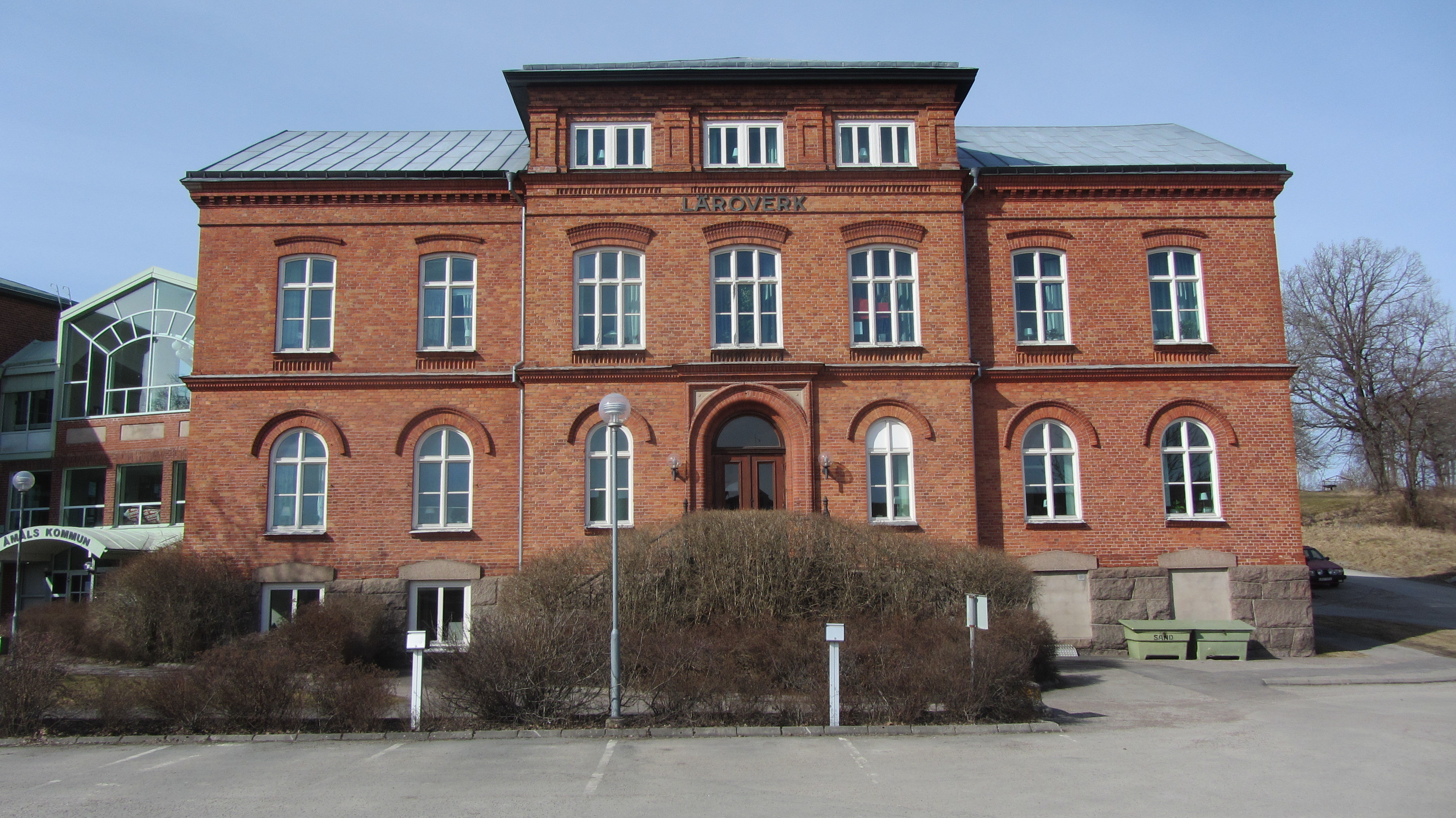
Läroverksbyggnaden

1836 grundades en lancasterskola i Åmål. Ett elementarläroverk för flickor stod klart 1880 och en folkskola 1885. De närmaste läroverken var i Vänersborg och Karlstad, vilket var långt bort och dyrt att sända sina söner till. På 1860-talet bad Åmål att få inrätta ett femklassigt läroverk men fick nej. En sexklassig samskola, Åmåls samskola, inrättades 1905. Denna utökades med ett gymnasium 1947 och blev då Åmåls högre allmänna läroverk.

## Villastaden och industraliseringen

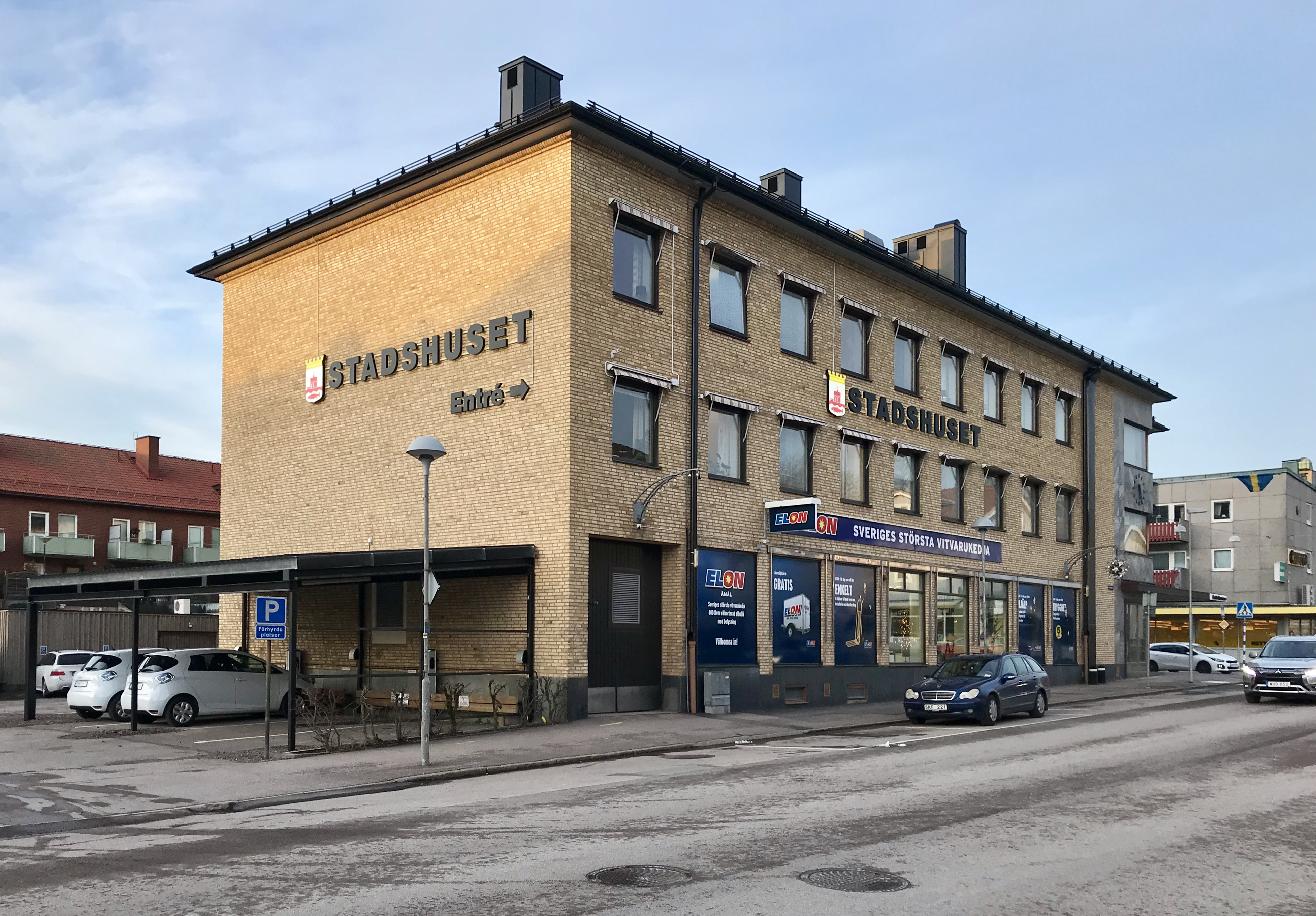
Åmåls stadshus byggdes 1942 och invigdes 1943.

1901 brann åter stora delar av Åmål ned. 59 gårdar gick under och 815 personer – en fjärdedel av befolkningen – förlorade sina hem. Det nya Åmål kom att präglas av egnahemsrörelsen och Åmål utvecklades till en typisk villastad. Delar av staden revs på 1960-talet för att ge plats åt ny bebyggelse, men jämfört med andra svenska städer har mycket av Åmåls något äldre byggnader bevarats.
Det var i början av 1900-talet som industraliseringen tog fart, och flera lyckade små industrier anlades; dock saknades större fabriker. Järnvägen och järnvägsverkstadens betydelse för stadens arbetsmarknad bröts vid 1940-talets slut, och två tredjedelar av arbetsplatserna försvann mellan 1948 och 1978. Håkanssons Industrier och Svenska Elektromagneter blev betydande företag på orten på 1970-talet, då de tillsammans anställde 700 personer.

## Partipolitiken
Politiskt dominerades Åmål under 1900-talet länge av socialdemokraterna. Den första socialistiska arbetarklubben i Åmål bildades 1888 och den socialdemokratiska lokalavdelningen etablerades 1908. Efter en arbetsmarknadskonflikt och strejk 1922 tog socialdemokraterna makten och innehade ordförandeposten i stadsfullmäktige fram till 1970, då Åmål slogs ihop med Tössbo landskommun med många centerväljare vilket ledde till en borgerlig majoritet. Därefter växlade styret av stadsfullmäktige mer och följde i huvudsak nationella trender.